# Iluzia cea mare
Iluzia cea mare (în franceză La Grande Illusion) este un film francez de război din 1937 regizat de Jean Renoir, care a scris scenariul împreună cu Charles Spaak. Povestea se referă la relațiile de clasă dintr-un grup mic de ofițeri francezi care sunt prizonieri de război în timpul Primului Război Mondial care pun la cale o evadare. Titlul filmului este inspirat din cartea omonimă din 1909 (The Great Illusion) a jurnalistului britanic Norman Angell, care susținea că războiul este inutil din cauza intereselor economice comune ale tuturor națiunilor europene. Perspectiva filmului este generos umanistă pentru personajele sale de diferite naționalități.
Filmul Iluzia cea mare este considerat de criticii și istoricii de film drept una dintre capodoperele cinematografiei franceze și unul dintre filmele considerate cele mai bune. Orson Welles a numit Iluzia cea mare ca unul dintre cele două filme pe care le-ar lua cu el „pe [o] arcă” (fără a-l denumi pe al doilea). Filmul a fost votat pe locul 5 în prestigioasa listă Brussels 12⁠(d) la Expoziția Mondială din 1958. În 1995, Vaticanul a inclus Iluzia cea mare în lista sa cu cele mai bune 45 de filme la categoria „Artă”. În 2010, revista Empire l-a clasat pe locul 35 în lista sa cu „100 cele mai bune filme ale cinematografiei mondiale”.

A fost nominalizat la premiul Oscar pentru cel mai bun film.

## Rezumat
În timpul Primului Război Mondial, doi aviatori francezi, căpitanul de Boëldieu (un aristocrat) și locotenentul Maréchal (un muncitor), au pornit într-o misiune de recunoaștere pentru a examina un loc neclar din fotografiile dintr-o misiune anterioară de recunoaștere aeriană. Ei sunt doborâți de un as al aviației și aristocrat german, Rittmeister von Rauffenstein și amândoi sunt luați prizonieri de armata imperială germană. La întoarcerea pe aerodrom, von Rauffenstein trimite un subordonat să afle dacă aviatorii sunt ofițeri și, dacă da, să-i invite la prânz. În timpul mesei, Rauffenstein și Boëldieu descoperă că au cunoștințe reciproce - o reprezentare a familiarității, dacă nu a solidarității, în cadrul claselor superioare care depășește granițele naționale.
Boëldieu și Maréchal sunt apoi duși într-un lagăr de prizonieri de război, unde se întâlnesc cu un grup divers de prizonieri francezi și organizează un spectacol de tip vodevil imediat după ce germanii au cucerit Fort Douaumont⁠(d) în epica bătălie de la Verdun. În timpul spectacolului, se răspândește vestea că francezii au recucerit fortul. Maréchal întrerupe spectacolul, iar prizonierii francezi încep să cânte spontan „La Marseillaise”. Ca urmare a acestei perturbări, Maréchal este pus în izolare, unde suferă foarte mult din cauza lipsei de contact uman și a foametei; fortul este pierdut din nou de francezi în timp ce el este închis. 

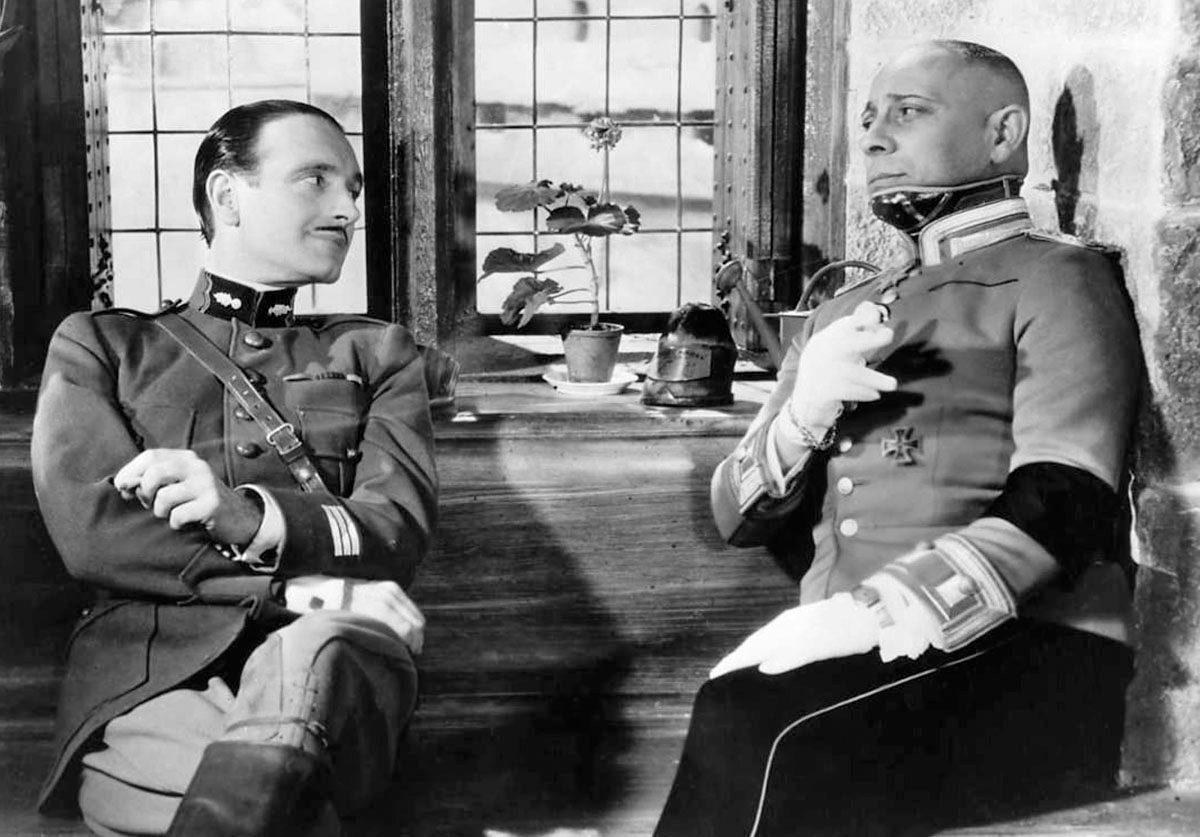
Pierre Fresnay și Erich von Stroheim în Iluzia cea mare

Boëldieu și Maréchal își ajută, de asemenea, colegii prizonieri să termine de săpat un tunel de evadare. Cu toate acestea, chiar înainte de finalizare, toată lumea este mutată în alte lagăre. Din cauza barierei lingvistice, Maréchal nu poate transmite vestea existenței tunelului unui prizonier britanic care le ia locul în celulă.
Boëldieu și Maréchal sunt mutați din lagăr în lagăr, ajungând în cele din urmă la Wintersborn, o închisoare fortăreață montană comandată de von Rauffenstein, care a fost atât de grav rănit în luptă încât a fost promovat, dar a fost mutat departe de front, spre regretul său. Rauffenstein le spune că din Wintersborn nu se poate evada.
La Wintersborn, cei doi se întâlnesc cu un coleg prizonier, Rosenthal, din lagărul inițial. Rosenthal este un evreu francez bogat, cetățean francez naturalizat, fiul unui tată polonez și al unei mame daneze, care împarte cu generozitate pachetele de mâncare pe care le primește. Boëldieu vine cu o idee, după ce a observat cu atenție modul în care gardienii germani răspund la o urgență. Se oferă voluntar să distragă atenția gardienilor pentru cele câteva minute necesare pentru ca Maréchal și Rosenthal să scape. După o zarvă pusă în scenă de prizonieri (cu fluiere, apoi cu vesela), gardienilor li se ordonă să-i adune pe toți în curtea fortăreței. În timpul în care se face prezența, se descoperă că Boëldieu este lipsă la apel. Acesta începe să cânte la un fluier, sus pe cetate, atrăgând gărzile germane în urmărirea sa. Maréchal și Rosenthal profită de ocazie pentru a coborî de la o fereastră cu o frânghie și pentru a evada.

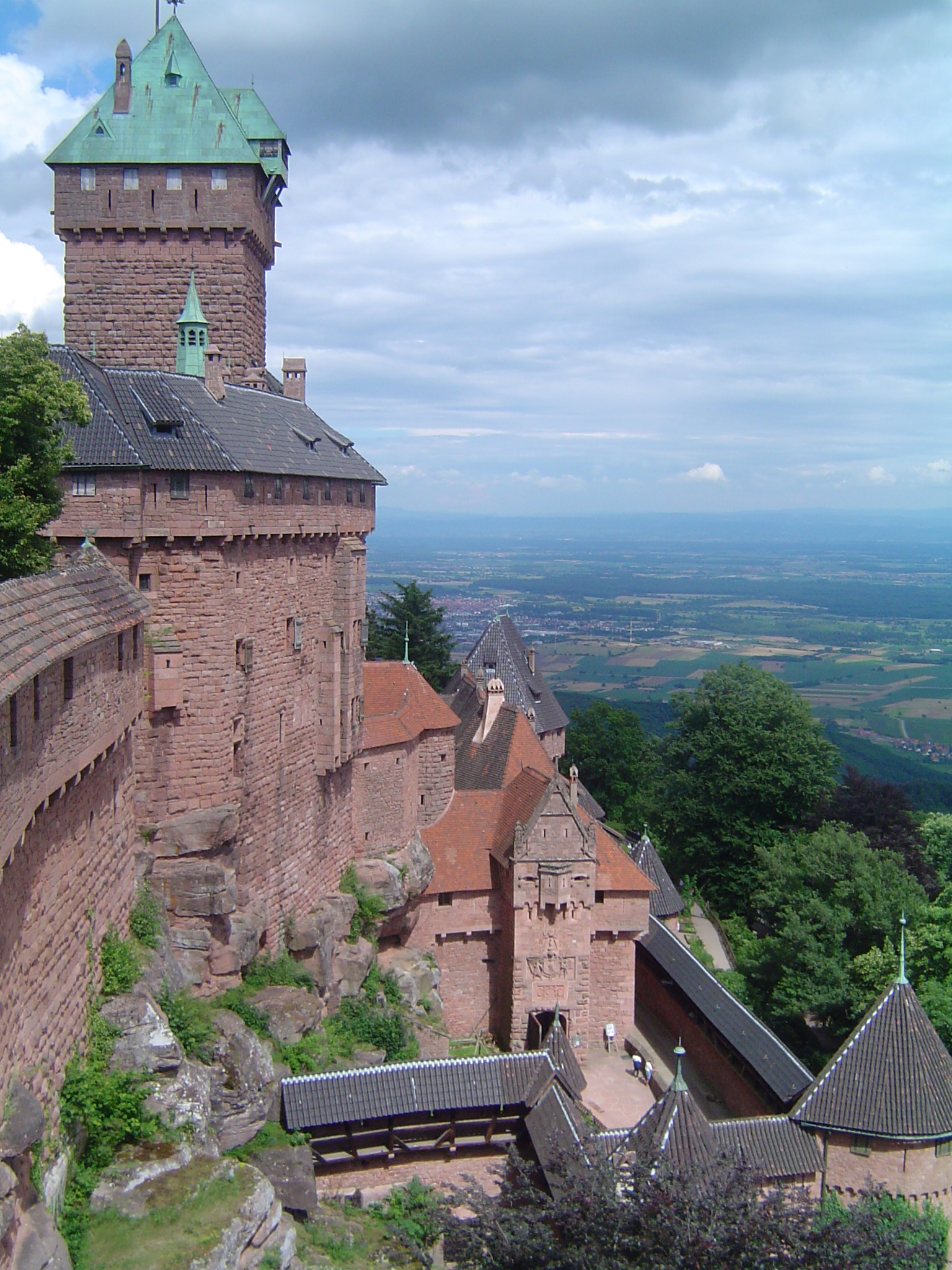
Château du Haut-Kœnigsbourg, fortăreața care apare în film.

Rauffenstein îi oprește pe gardieni să tragă în Boëldieu cu puștile lor și îl roagă pe colegul său aristocrat să se predea. Boëldieu refuză, iar Rauffenstein, fără tragere de inimă, trage în el cu pistolul, țintindu-i picioarele, dar lovindu-l în stomac. Supravegheat în ultimele sale momente de Rauffenstein îndurerat, Boëldieu deplânge că întregul scop al nobilimii și utilitatea lor atât pentru cultura franceză, cât și pentru cea germană a fost distrus de război. Își arată mila pentru von Rauffenstein, care va trebui să-și găsească un alt scop în perioada postbelică.
Maréchal și Rosenthal se strecoară prin mediul rural german, încercând să ajungă în Elveția neutră. Rosenthal se rănește la picior, încetinindu-l pe Maréchal. Se ceartă și se despart, dar apoi Maréchal se întoarce să-și ajute tovarășul. Ei se refugiază în ferma modestă a unei germane, Elsa, care și-a pierdut soțul la Verdun, alături de trei frați, în bătălii pe care, cu o ironie tăcută, ea le descrie drept „cele mai mari victorii ale noastre”. Ea îi primește cu generozitate și nu îi trădează unei patrule ale armatei germane care trece prin zonă. Maréchal începe să se îndrăgostească de ea, și ea de el, dar el și Rosenthal pleacă în cele din urmă din simțul datoriei față de efortul de război, după ce Rosenthal își revine după rănire. Maréchal își declară intenția de a se întoarce după Elsa și fiica ei, Lotte, la sfârșitul războiului.
O patrulă germană îi observă pe cei doi fugari traversând o vale acoperită de zăpadă. Soldații trag câteva cartușe, dar apoi comandantul lor le ordonă să înceteze focul, spunând că cei doi au trecut deja în Elveția. Sunt arătați în ultima scenă de la distanță, mergând cu greu prin zăpada adâncă, iar viitorul lor este incert.

## Distribuție
- Jean Gabin - locotenentul Maréchal, un ofițer francez, dintr-un mediu social modest
- Marcel Dalio - locotenentul Rosenthal, un ofițer francez, de ascendență Nouveau riche⁠(d) evreu așkenaz
- Pierre Fresnay - căpitanul de Boëldieu, un as al aviației francez și membru al nobilimii franceze
- Erich von Stroheim - căpitanul (mai târziu maiorul) von Rauffenstein, un as al aviației german și membru al nobilimii germane
- Dita Parlo⁠(d) - Elsa, o fermieră germană și văduvă de război
- Julien Carette⁠(d) - Cartier, interpretul de vodevil
- Gaston Modot⁠(d) - un inginer
- Georges Péclet⁠(d) - un ofițer
- Werner Florian - sergentul Arthur
- Jean Dasté⁠(d) - un profesor
- Sylvain Itkine - locotenent Demolder

## Producție
Potrivit memoriilor lui Renoir, Erich von Stroheim, în ciuda faptului că s-a născut la Viena, Austria (pe atunci Imperiul Austro-Ungar) nu vorbea prea bine limba germană și s-a zbătut să învețe limba împreună cu replicile sale în pauzele de filmare.
Exterioarele de la „Wintersborn” au fost filmate la Castelul Koenigsbourg de Sus din Alsacia. Alte exterioare au fost filmate la cazarma de artilerie de la Colmar (construită de Wilhelm II) și la Neuf-Brisach pe Rinul de Sus.
O versiune timpurie a scenariului conținea o scenă în care Rosenthal și Maréchal sunt de acord să se întâlnească într-un restaurant la sfârșitul războiului. În scena finală, toți cei de acolo ar fi sărbătorit armistițiul, dar două scaune de la masă ar fi fost goale.

## Teme politice și istorice
Renoir a folosit Primul Război Mondial (1914–1918) ca o lentilă prin care să examineze Europa în timp ce se confrunta cu spectrul în ascensiune al fascismului (în special în Germania nazistă) și cu apropierea iminentă a celui de-al Doilea Război Mondial (1939–1945). Critica lui Renoir asupra politicii și ideologiei contemporane celebrează umanitatea universală care transcende granițele naționale și rasiale și naționalismul radical, sugerând că experiențele comune ale omenirii ar trebui să prevaleze peste diviziunea politică și extinderea ei: războiul.
Renoir însuși a spus, într-o reclamă a filmului de la relansarea filmului în 1958, că filmul este „o poveste despre relațiile umane. Sunt încrezător că o astfel de problemă este atât de importantă astăzi încât, dacă nu o rezolvăm, va trebui doar să ne luăm „la revedere” de la lumea noastră frumoasă.” În ciuda interesului larg răspândit față de subiect, lui Renoir i-a fost greu să găsească un producător și un distribuitor, fiind nevoit să „comercializeze” proiectul ani de zile.

### Clasele sociale ca temă
Filmul examinează relațiile dintre diferitele clase sociale din Europa. Două dintre personajele principale, Boëldieu și Rauffenstein, sunt aristocrați. Ei sunt reprezentați ca bărbați cosmopoliți, educați în multe culturi și cunoscători a mai multor limbi. Nivelul lor de educație și devotamentul față de convențiile și ritualurile sociale îi fac să se simtă mai aproape unul de celălalt decât de clasa inferioară a propriei națiuni. Ei împărtășesc experiențe sociale asemănătoare: luând masa la restaurantul Maxim's din Paris, având relații de curtoazie cu aceeași femeie și chiar se cunosc unul pe altul prin diferite cunoștințe. Ei vorbesc unul cu celălalt în franceză și germană extrem de formal, iar în momentele de conversație personală intimă, evadează în engleză ca și cum pentru a ascunde aceste comentarii de omologii lor din clasa inferioară.
Renoir descrie rolul aristocrației în Iluzia cea mare ca fiind în declin, pentru a fi înlocuită de o nouă ordine socială în curs de dezvoltare, condusă de oameni care nu s-au născut pentru privilegii. El subliniază că aristocrația, clasa lor, nu mai este o componentă esențială a politicii națiunii respective. Atât Rauffenstein, cât și Boëldieu văd serviciul militar ca pe o datorie și văd războiul ca având un scop; ca atare, Renoir îi înfățișează ca niște personaje lăudabile, dar tragice, a căror lume dispare și care sunt prinse într-un cod al vieții care devine rapid fără sens. Ambii sunt conștienți că timpul lor a trecut, dar reacția lor la această realitate este diferită: Boëldieu acceptă soarta aristocrației ca pe o transformare, într-o îmbunătățire pozitivă, în timp ce Rauffenstein nu este de acord, deplângând ceea ce el numește sarcastic „moștenirea fermecătoare a Revoluției Franceze”.
În Iluzia cea mare, Renoir pune în contrast aristocrații cu personaje precum Maréchal (Gabin), un mecanic din Paris. Personajele din clasa inferioară au puține în comun între ele; au interese diferite și sunt naivi în părerile sau educația lor. Cu toate acestea, simt că există între ei un fel de rudenie, prin sentimentele și experiențele comune.
Mesajul lui Renoir este clar atunci când aristocratul Boëldieu se sacrifică distrăgând atenția gardienilor închisorii, dansând și cântând, pentru a le permite lui Maréchal și Rosenthal, membri ai clasei de jos, să evadeze. Fără tragere de inimă și strict din datorie, Rauffenstein este forțat să-l împuște pe Boëldieu, un act pe care Boëldieu admite că ar fi fost obligat să-l facă dacă circumstanțele ar fi fost inversate. Totuși, acceptând moartea sa inevitabilă, Boëldieu se mângâie în ideea că „Pentru un om de rând, a muri într-un război este o tragedie. Dar pentru tine și pentru mine, este o ieșire bună”, și afirmă că îi este milă de Rauffenstein care se va lupta să-și găsească un scop în noua ordine socială a lumii în care tradițiile, experiențele și trecutul lui au devenit învechite.
Critica idealizării romantice a datoriei (militare, față de țară) din Iluzia cea mare este comparabilă cu cea din filmul anterior Nimic nou pe frontul de vest (1930), bazat pe romanul scriitorului german Erich Maria Remarque. Teme similare apar în filmul regizorului din 1962, Pe urmele caporalului. 

### Prejudecată
În Iluzia cea mare, Renoir abordează pe scurt problema antisemitismului prin personajul lui Rosenthal, un fiu dintr-o familie proaspăt îmbogățită de bancheri evrei (nouveau riche⁠(d)) ca o paralelă cu familia Rothschild de bancheri din Franța. Biografii săi au considerat că Renoir a creat acest personaj pentru a contracara campania antisemită în ascensiune a guvernului lui Adolf Hitler din Germania Nazistă. Mai mult, Rosenthal este prezentat ca un simbol al umanității în toate clasele: deși poate fi bogat financiar, el își împarte rațiile de mâncare cu toată lumea, astfel încât el și colegii săi prizonieri să fie bine hrăniți - în comparație cu gardienii lor germani. Prin personajul lui Rosenthal, Renoir respinge stereotipurile evreiești.
Există, de asemenea, un ofițer francez de culoare printre prizonierii de la Wintersborn, care pare să fie ignorat de ceilalți prizonieri și care pare a nu fi acceptat ca egal al lor. Când vorbește cu ei, nu i se răspunde. În plus, când își prezintă lucrările sale de artă, răspunsul pe care îl primește indiferența.

### Războiul
În Iluzia cea mare, Renoir încearcă să respingă ideea că prin război se realizează ceva sau că poate fi folosit ca instrument politic pentru a rezolva probleme și a crea o lume mai bună. „Totul este o iluzie”, spune Rosenthal, vorbind despre credința că acesta este războiul care va pune capăt tuturor războaielor, pentru totdeauna.
Iluzia cea mare este un film de război fără vreo reprezentare a unei bătălii. În schimb, lagărul de prizonieri de război este folosit ca scenă în care soldații multor națiuni au o experiență comună. Renoir descrie războiul ca pe un exercițiu inutil. De exemplu, Elsa, văduva germană, le arată lui Maréchal și Rosenthal fotografii ale soțului ei și, respectiv, fraților ei care au fost uciși la bătăliile de la Verdun, Liège, Charleroi și Tannenberg. Ultimele trei dintre aceste bătălii au fost printre cele mai celebrate victorii ale Germaniei în Primul Război Mondial. În acest fel, Renoir respinge ideea că onoarea, curajul sau datoria unui om obișnuit pot avea un impact asupra unui mare eveniment. Acest lucru subminează intenția idealistă a lui Maréchal și Rosenthal de a se întoarce pe front, astfel încât, reîntorcându-se în luptă, să poată contribui la încheierea acestui război.

## Coloană sonoră

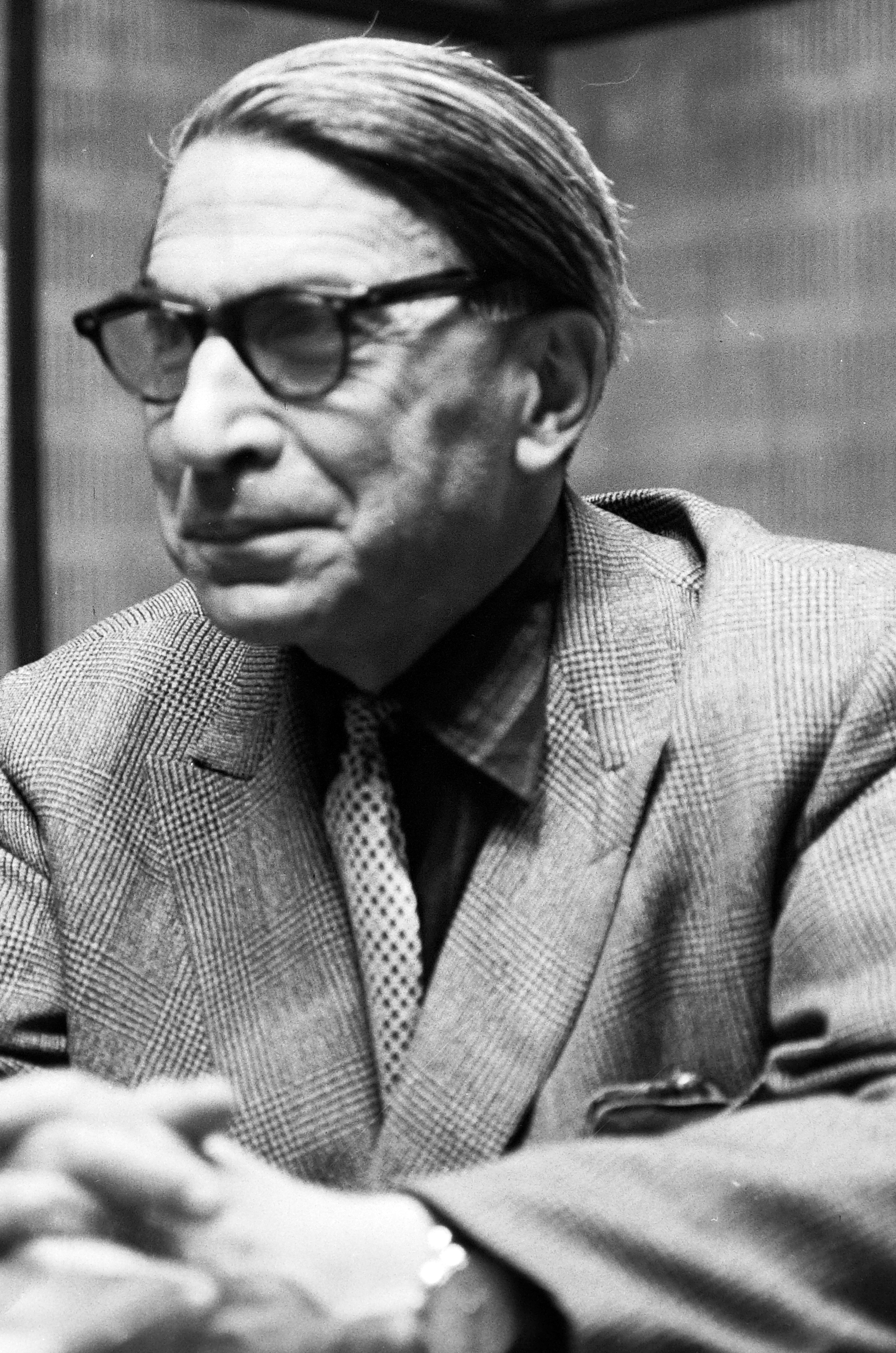
Joseph Kosma în 1963

Coloana sonoră a fost scrisă de compozitorul maghiar Joseph Kosma⁠(d), care a scris și celebra melodie din 1945, „Frunze de toamnă⁠(d)”. Coloana sonoră include, de asemenea, multe melodii bine-cunoscute din aceea perioadă din cultura franceză, engleză și germană. Regizorul muzical necreditat a fost criticul de film și muzică Émile Vuillermoz⁠(d), care a fost compozitor la începutul carierei sale.
Cântece:
- „Frou-Frou” (1897) versuri scrise de Montréal și Blondeau, muzică de Henri Chatau, melodie interpretată de Lucile Panis. [23]
- „Il était un petit navire” („A fost odată o navă mică”), interpretată de Boëldieu cu fluierul său pentru a distrage atenția gardienilor germani de la fuga lui Rosenthal și Maréchal, un cântec tradițional francez [24] despre un naufragiat care trebuie să mănânce un alt marinar care să supraviețuiască. Mai târziu, în film, fugarii Rosenthal și Maréchal fredonează melodia sarcastic unul către celălalt, în timp ce încep aproape o ceartă. Versurile vorbesc despre propria lor condiție de a rămâne fără mâncare. Pe măsură ce Maréchal își dă seama de acest lucru, se oprește din fredonat.
- „Frère Jacques”, o melodie franceză pentru adormit copii
- „It's a Long Way to Tipperary”
- „Si tu veux Marguerite” (1913) de Harry Fragson [25]
- „La Marseillaise”, imnul național francez

## Recepție

### Europa
După ce filmul a câștigat un premiu la Festivalul de Film de la Veneția pentru „Cel mai bun ansamblu artistic” în 1937 și a fost nominalizat la Cupa internațională a juriului, ministrul propagandei naziste Joseph Goebbels a declarat Iluzia cea mare „Inamicul public cinematografic nr. 1” și a ordonat confiscarea și distrugerea copiilor. De teama unei scăderi a moralului în luptă, autoritățile franceze au interzis, de asemenea, filmul în 1940 pour la durée des hostilités (pe durata ostilităților). Această interdicție a fost reînnoită de Propaganda germană (Abteilung) în octombrie același an. Când armata germană a intrat în Franța în 1940, în timpul celui de-al Doilea Război Mondial, naziștii au confiscat copiile și negativul filmului, în principal din cauza mesajului său anti-război și a ceea ce au fost percepute drept critici ideologice îndreptate către Germania în ajunul celui de-al doilea război mondial.
Iluzia cea mare a avut totuși un succes masiv în Franța, cu aproximativ 12 milioane de spectatori.

### Statele Unite și în alte părți
Iluzia cea mare, lansat de World Pictures Corporation în SUA, a avut premiera la 12 septembrie 1938 în New York City; Frank S. Nugent, în recenzia sa pentru The New York Times, a considerat că Iluzia cea mare este un „film ciudat și interesant” care „datorează mult distribuției sale”,
„Apariția lui Erich von Stroheim în rolul lui von Rauffenstein ne amintește din nou de nebunia Hollywood-ului de a permite unui actor atât de bun să rămână inactiv și să nu fie dorit. Pierre Fresnay ca De Boeldieu este un model de decadență aristocratică. Jean Gabin și Dalio în rolul fugarilor, Dita Parlo ca fata germană și toți ceilalți au o interpretare perfectă.”
Iluzia cea mare a câștigat premiile pentru cel mai bun film străin la premiile Premiile criticilor de film din New York din 1938, iar la Premiile National Board of Review din 1938 a fost desemnat cel mai bun film străin din acel an. La cea de-a 11-a ediție a Premiilor Oscar, care a avut loc la 23 februarie 1939, Iluzia cea mare a fost primul film străin nominalizat la Premiul Oscar pentru cel mai bun film.
Orson Welles, într-un interviu cu Dick Cavett pe 27 iulie 1970, a spus că dacă ar putea salva câteva filme care nu sunt ale lui pentru viitoarea posteritate, acesta ar fi unul dintre acele filme.
Martin Scorsese l-a inclus pe o listă cu „39 de filme străine esențiale pentru un tânăr regizor”
La 60 de ani de la lansare, Janet Maslin l-a numit „unul dintre cele mai bântuitoare dintre toate filmele de război” și o „oază de subtilitate, inteligență morală și emoție profundă în peisajul cinematografic”.
Regizorul japonez Akira Kurosawa a citat Iluzia cea mare drept unul dintre filmele sale preferate.

## Versiuni și video pentru acasă
Timp de mulți ani, s-a crezut că negativul original al filmului a fost pierdut într-un raid aerian aliat în 1942, care a distrus un important laborator din afara Parisului. Copii ale filmului au fost redescoperite în 1958 și restaurate și relansate la începutul anilor 1960. Apoi, a fost dezvăluit că negativul original a fost expediat înapoi la Berlin (probabil datorită eforturilor lui Frank Hensel) pentru a fi depozitat în seifurile Reichsfilmarchiv⁠(d). În timpul ocupației aliate a Berlinului în 1945, Reichsfilmarchiv a ajuns în zona rusă și, în consecință, a fost expediat împreună cu multe alte filme înapoi pentru a forma baza arhivei de film sovietice Gosfilmofond din Moscova. Negativul a fost returnat Franței în anii 1960, dar a rămas neidentificat în depozitul Cinémathèque de la Toulouse timp de peste 30 de ani, deoarece nimeni nu bănuia că a supraviețuit. A fost redescoperit la începutul anilor 1990, pe măsură ce colecția de negative bazate pe nitroceluloză de la Cinémathèque a fost transferată treptat la Arhivele de Film Franceze de la Bois d'Arcy.
În august 1999, Rialto Pictures a relansat filmul în Statele Unite, bazat pe negativul Cinémathèque găsit la Toulouse; după ce a vizionat noua versiune la cinematografele Lincoln Plaza, Janet Maslin⁠(d) l-a numit „frumos renovat” și „deosebit de lucid”. Această versiune refăcută a fost lansată pe DVD de către Criterion Collection în 1999, iar stocurile de vânzare au fost epuizate până în 2005. Filmul Iluzia cea mare trebuia să fie prima lansare a lui Criterion pe format DVD în 1998, dar descoperirea noului negativ a întârziat lansarea sa.
În 2012, StudioCanal⁠(d) și Lionsgate au lansat o versiune Blu-ray 1080p bazată pe o nouă scanare de înaltă definiție a negativului original.